# Miguel Oltra
Miguel Oltra Hernández (Benifairó de la Valldigna, Valencia, 16 de noviembre de 1911- Madrid, 31 de octubre de 1982) fue un religioso franciscano y teólogo español. Fue cofundador y presidente de la Hermandad Sacerdotal Española.  

## Biografía

### Primeros años y formación
Nació en Benifairó de la Valldigna en 1911. Cursó sus primeros estudios en el Colegio de los franciscanos en Carcagente, de donde pasó al Seminario menor de Benisa, donde cursó sus estudios de latín y humanidades. Entonces fue enviado a Santo Espíritu del Monte para iniciar su vida religiosa y tomar el hábito francisano. Un año después, tras hacer sus votos, fue enviado a Onteniente para cursar allí sus estudios de Filosofía y de Teología. En 1933, debido a la difícil situación que atravesaba España, fue trasladado a Alemania -donde hizo la profesión solemne- para continuar allí sus estudios. Durante la Guerra civil española regresó a España para ejercer como capellán. Terminada la guerra retornó a Alemania para culminar sus estudios, obteniendo el doctorado en Sagrada Teología en la Facultad de Teología de Münster.

### Vida religiosa
En la guerra civil española, sirvió como capellán. Tras la Guerra Civil, retornó a Alemania, para completar sus estudios. Fue Capellán Nacional de la División Azul. A su vuelta a España fue predicador y docente. Fue por dos mandatos guardián rector del convento de Carcagente.
En 1947 fue trasladado a la Real basílica de San Francisco el Grande, en Madrid, escribiendo en la revista Verdad y Vida. Tuvo una participación activa en congresos y como articulista. Tras la II Guerra Mundial organizó desde España distintas campañas de recogida de ropa y alimentos para la población alemana. Posteriormente, realizó trabajo social en el poblado de Orcasitas. Asimismo, intercedió para lograr el retorno a España de los supervivientes de la División Azul, que quedaron prisioneros en la URSS.
En 1961 fue nombrado vicario provincial de Valencia y director del colegio de Carcagente. En mayo de 1965 volvió a Madrid, al colegio "Cardenal Cisneros". Fiel a sus convicciones, emprendió una firme campaña en defensa de la fe y de la patria. Fundó la Hermandad Universitaria que acogía en su seno a catedráticas, padres de familia y universitarios. En el año 1966 fundó la Hermandad Sacerdotal Española, de la que fue nombrado presidente y que pronto reunió a miles de sacerdotes. A finales de 1976 obtuvo permiso para residir en el Colegio Mayor Universitario "Antonio Rivera-Mara" en calidad de capellán. Se entregó al bien espiritual de los universitarios con charlas, conferencias y atenciones ministeriales. Allí murió el 31-X-1982. Tuvo siempre un espíritu joven, soñador y batallador en defensa de los intereses de Dios y de la Patria. Fue un religioso sencillo, amable y firme en su fe y en sus convicciones. Siempre estuvo al servicio de todos, con un corazón generoso, abierto a todas las necesidades. Sus escritos se publicaron sobre todo en la revista "Verdad y Vida". 
Tiene calle dedicada en Madrid.

## Obras

### Libros:
- Catecismo de la doctrina católica. Breve y completo (1980).

### Opúsculos:
- Llamamiento a la conciencia católico-española (1965).
- Actitud católico-española frente al progresismo heterodoxo (1965).
- Analogía de la problemática africana y europea (1967).
- Vertiente liberal, marxista y cristiana en el África moderna (1968).